# Попадьино (Сусанинский район)
Попадьино — деревня в Сусанинском районе Костромской области. Входит в состав Сумароковского сельского поселения.

## География
Находится в западной части Костромской области на расстоянии приблизительно 16 км на восток по прямой от районного центра поселка Сусанино.

## История
В XIX веке деревня относилась к Галичскому уезду Костромской губернии. В 1872 году здесь было учтено 33 двора, в 1907 году отмечено было 49 дворов.

## Население
Постоянное население составляло 159 человек (1872 год), 191 (1897), 228 (1907), 314 в 2002 году (русские 98 %), 241 в 2022.